# Веслање на Летњим олимпијским играма 2008.
Такмичења у веслање на Олимпијским играма у Пекингу 2008. су одржана у Олимпијском воденом парку Шуњи од 9. до 17. августа. У такмичењу је учествовало 555 такмичара од којих је било 364 мушкарца и 191 жена из 60 земаља.
Такмичења су одржана у 14 дисциплина: 8 мушких и 6 женских.
Медаље су освојили представници 20 земаља, од којих је најуспешније било Уједињено Краљевство са укупно 6 освојених медаља од којих су две биле златне. Најуспешнији појединац била је румунска веслачица Виорика Сусану са две освојене медаље: златну у двојцу са кормиларом и бронзану у такмичењу осмераца.

## Календар такмичења
|  |  |  |  |  |  |  |  |  |  |  | 7 | 7 |  |  |  |  |  |  |  |

|  | Дани квалификација |  | Дани финала |

## Освајачи олимпијских медаља

### Мушкарци
| Дисциплина                         | Злато | Сребро | Бронза |
| Скиф детаљи                        | Олаф Туфте · Норвешка | Ондреј Синек · Чешка | Махе Драјздејл · Нови Зеланд |
| Дубл скул детаљи                   | Аустралија · Дејвид Крошеј · Скот Бренан | Естонија · Тону Ендрексон · Јири Јансон | Уједињено Краљевство · Метју Велс · Стивен Роуботам |
| Лаки дубл скул детаљи              | Уједињено Краљевство · Зак Перчејс · Марк Хантер                                                                                                   | Грчка · Димитриос Мујос · Василис Полимерос | Данска · Мадс Рајнхолт Расмусен · Расмус Кист Хансен |
| Четверац скул детаљи               | Пољска · Конрад Василевски · Марек Колбович · Михал Јелињски · Адам Корол                                                                          | Италија · Лука Агамемнони · Симоне Венијер · Росано Галтароса · Симоне Раинери                                                                                    | Француска · Жонатан Кофик · Пјер-Жан Пелтје · Жилијен Баен · Седрик Берес                                                                                              |
| Двојац без кормилара детаљи        | Аустралија · Дру Гин · Данкан Фри | Канада · Дејвид Калдер · Скот Франдсен | Нови Зеланд · Нејтан Тводл · Џорџ Бриџвотер |
| Четверац без кормилара детаљи      | Уједињено Краљевство · Том Џејмс · Стив Вилијамс · Питер Рид · Ендру Тригс-Хоџ                                                                     | Аустралија · Мет Рајан · Џејмс Марбург · Камерон Макензи-Макхарг · Франсис Хегерти                                                                                | Француска · Жилијен Депре · Бенжамен Рондо · Жермен Шарден · Доријан Мортелет                                                                                          |
| Лаки четверац без кормилара детаљи | Данска · Томас Еберт · Мортен Јергенсен · Мадс Кристијан Крусе Андерсен · Ескилд Ебесен                                                            | Пољска · Лукаш Павловски · Бартломјеј Павелчак · Милош Бернатајтис · Павел Рањда                                                                                  | Канада · Ијан Брамбел · Џон Бир · Мајк Луис · Лијам Парсонс |
| Осмерац детаљи                     | Канада · Кевин Лајт · Бен Ратлиџ · Ендру Бернс · Џејк Вецел · Малколм Хауард · Доминик Сајтерли · Адам Крик · Кајл Хамилтон · Брајан Прајс (корм.) | Уједињено Краљевство · Алекс Партриџ · Том Сталард · Том Луси · Ричард Егингтон · Џош Вест · Аластер Хиткот · Метју Лангриџ · Колин Смит · Ејсер Недеркот (корм.) | Сједињене Америчке Државе · Бо Хупман · Мет Шнобрик · Мика Бојд · Вајат Ален · Данијел Волш · Стивен Копола · Џош Инман · Брајан Волпенхајм · Маркус Макелхени (корм.) |

### Жене
| Дисциплина                  | Злато | Сребро | Бронза |
| Скиф детаљи                 | Румјана Нејкова · Бугарска | Мишел Герет · Сједињене Америчке Државе | Кацјарина Карстен · Белорусија |
| Дубл скул детаљи            | Нови Зеланд · Џорџина Еверс-Свиндел · Керолин Еверс-Свиндел                                                                                                 | Немачка · Анекатрин Тиле · Кристијане Хут | Уједињено Краљевство · Елиз Лаверик · Ана Бебингтон |
| Лаки дубл скул детаљи       | Холандија · Кирстен ван дер Колк · Марит ван Епен | Финска · Сана Стен · Мина Нијеминен | Канада · Мелани Кок · Трејси Камерон |
| Четверац скул детаљи        | Кина · Танг Бин · Ђин Цивеј · Си Ајхуа · Џанг Јангјанг | Уједињено Краљевство · Ани Вернон · Деби Флад · Франсис Хаутон · Кетрин Грејнџер                                                                                              | Немачка · Брита Опелт · Мануела Луце · Катрин Борон · Штефани Шилер |
| Двојац без кормилара детаљи | Румунија · Ђеорђета Дамијан · Виорика Сусану | Кина · Ву Јоу · Гао Јулан | Белорусија · Јулија Бичик · Наталија Хелах |
| Осмерац детаљи              | Сједињене Америчке Државе · Ерин Кафаро · Линдзи Шип · Ана Гудал · Ел Логан · Ана Каминс · Сузан Франсија · Каролин Линд · Карин Дејвис · Мери Випл (корм.) | Холандија · Фемке Декер · Марлис Смулдерс · Нинке Кингма · Ролине Репелар ван Дрил · Анемарике ван Румпт · Хелен Тангер · Сара Сигелар · Анемик де Хан · Естер Воркел (корм.) | Румунија · Констанца Бурчка · Виорика Сусану · Родика Шербан · Енике Барабаш · Симона Мушат · Јоана Папук · Ђеорђета Андрунаке · Дојна Игнат · Елена Ђеорђеску (корм.) |

## Биланс медаља
| Ранг | Држава                    | Злато | Сребро | Бронза | Укупно |
| 1    | Уједињено Краљевство      | 2     | 2      | 2      | 6      |
| 2    | Аустралија                | 2     | 1      | 0      | 3      |
| 3    | Канада                    | 1     | 1      | 2      | 4      |
| 4    | Сједињене Америчке Државе | 1     | 1      | 1      | 3      |
| 5    | Кина                      | 1     | 1      | 0      | 2      |
| 5    | Холандија                 | 1     | 1      | 0      | 2      |
| 5    | Пољска                    | 1     | 1      | 0      | 2      |
| 8    | Нови Зеланд               | 1     | 0      | 2      | 3      |
| 9    | Данска                    | 1     | 0      | 1      | 2      |
| 9    | Румунија                  | 1     | 0      | 1      | 2      |
| 11   | Бугарска                  | 1     | 0      | 0      | 1      |
| 11   | Норвешка                  | 1     | 0      | 0      | 1      |
| 13   | Немачка                   | 0     | 1      | 1      | 2      |
| 14   | Чешка                     | 0     | 1      | 0      | 1      |
| 14   | Естонија                  | 0     | 1      | 0      | 1      |
| 14   | Финска                    | 0     | 1      | 0      | 1      |
| 14   | Грчка                     | 0     | 1      | 0      | 1      |
| 14   | Италија                   | 0     | 1      | 0      | 1      |
| 19   | Белорусија                | 0     | 0      | 2      | 2      |
| 19   | Француска                 | 0     | 0      | 2      | 2      |